# Senecio bicolor
Senecio bicolor é uma espécie de planta com flor pertencente à família Asteraceae. 
A autoridade científica da espécie é Viv., tendo sido publicada em Elenchus Plantarum Horti Botanici 32. 1802.

## Portugal
Trata-se de uma espécie presente no território português, nomeadamente os seguintes táxones infraespecíficos:
- Senecio bicolor subsp. cineraria - presente em Portugal Continental e no Arquipélago dos Açores. Em termos de naturalidade é introduzida nas duas regiões atrás referidas. Não se encontra protegida por legislação portuguesa ou da Comunidade Europeia.